# Euphorbia paniculata subsp. monchiquensis
Euphorbia paniculata subsp. monchiquensis é uma subespécie de planta com flor pertencente à família Euphorbiaceae. 
A autoridade científica da subespécie é (Franco & P. Silva) Vicens, Molero & C. Blanche, tendo sido publicada em Candollea 51: 82. 1996.

## Portugal
Trata-se de uma subespécie presente no território português, nomeadamente em Portugal Continental.
Em termos de naturalidade é endémica da região atrás referida.

## Protecção
Não se encontra protegida por legislação portuguesa ou da Comunidade Europeia.